# Bill Foulkes
Bill Foulkes (St. Helens, 5 de janeiro de 1932 - Manchester, 25 de novembro de 2013) foi um futebolista inglês que atuava como zagueiro. Possui, no total, 688 partidas pelo Manchester United, além de nove gols.
Pela Seleção Inglesa, Bill jogou apenas uma partida, não marcando nenhum gol.

## Títulos
Manchester United
- Football League First Division: 1955–56, 1956–57, 1964–65, 1966–67
- Copa da Inglaterra: 1962–63
- Liga dos Campeões da UEFA: 1967–68
- Supercopa da Inglaterra: 1956, 1957, 1967